# Ніка (стадіон)

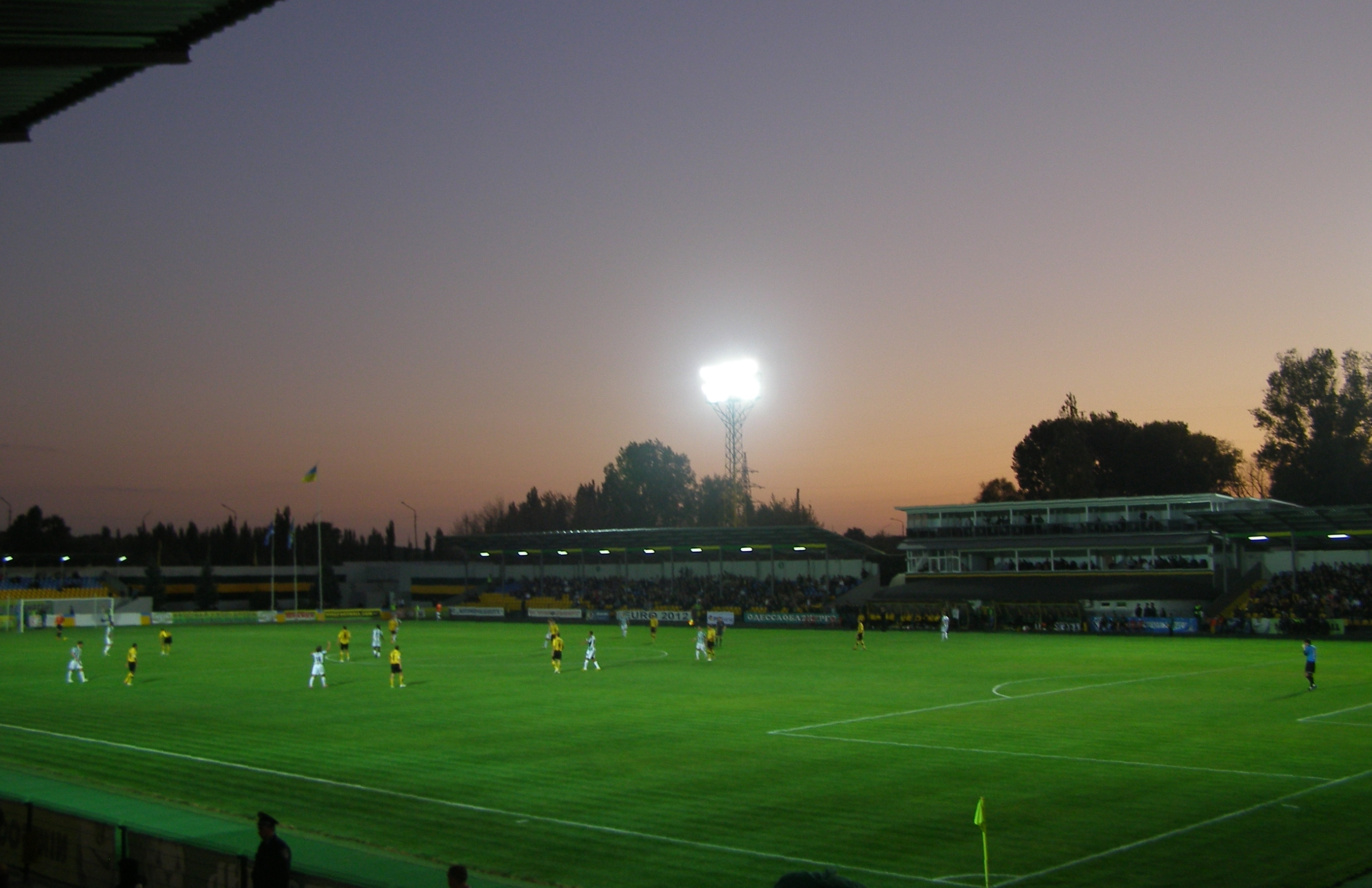

Культурно-спортивний комплекс «Ніка» — стадіон у місті Олександрії Кіровоградської області. Стадіон є домашньою ареною команди Прем'єр-ліги ФК «Олександрія». Стадіон здатен вмістити до 7000 глядачів, що є другим в області після стадіону «Зірка» у Кропивницькому.
Стадіон знаходиться у парку Шевченка міста Олександрія, за адресою вулиця Шевченка, 58-б. Сам стадіон знаходиться ближче до дороги що веде на Знам'янку. Неподалік місцева річка Березівка впадає в Інгулець.

## Історія
Стадіон як частина спортивного комплексу було відкрито у 1998 на місці старого стадіону команди «Шахтар». Сам стадіон теж носив ім'я основної команди міста у той час. Після цієї рекострукції футбольний клуб «Поліграфтехніка» передислокувався з околиці міста Олександрія, де грав на стадіоні «Олімп».
У 1999 році тут відбувся півфінальний матч Кубка України між «Зіркою» з Кропивницького і київським «Динамо».
Перший матч, який відбувся на цьому стадіоні в рамках Вищої ліги України по футболу, «Поліграфтехніка» провела 15 липня 2001 року приймаючи київський ЦСКА. Це була друга гра сезону «Поліграфтехніки» у Вищій лізі.
У 2004—2006 роках на стадіоні також проводила матчі другої ліги і кубка інший місцевий клуб, МФК «Олександрія».